# 栄養改善法
栄養改善法（えいようかいぜんほう、昭和27年7月31日法律第248号）は、国民栄養改善に関する法律である。
GHQの指導のもとに制定された法律であり、結果的に日本人の米離れと栄養過剰を招き、1980年代の3K問題（国鉄、健康保険、米の3つ）のうち、国鉄を除く、健康保険と米問題の発端となった。

国民栄養調査の実施、自治体による栄養指導、食品の栄養成分の検査、栄養成分の表示などについて規定されている。1952年（昭和27年）7月31日に公布。健康増進法の施行にともない、2002年（平成15年）5月1日に廃止された。

## 主務官庁
- 厚生労働省